# 마법의 i 랜드
마법의 i 랜드(일본어: 魔法のiらんど 마호노아이란도[*])는 가도카와 그룹 홀딩스(아스키 미디어 웍스)의 자회사이다. 휴대 전화를 위한 무료 홈페이지 만들기 사이트 서비스를 운영하고있다. 동종 서비스로 일본 최대이다. 2011년 1월 1일 모회사인 아스키 미디어 웍스에 흡수되었다.